# 高原訓練

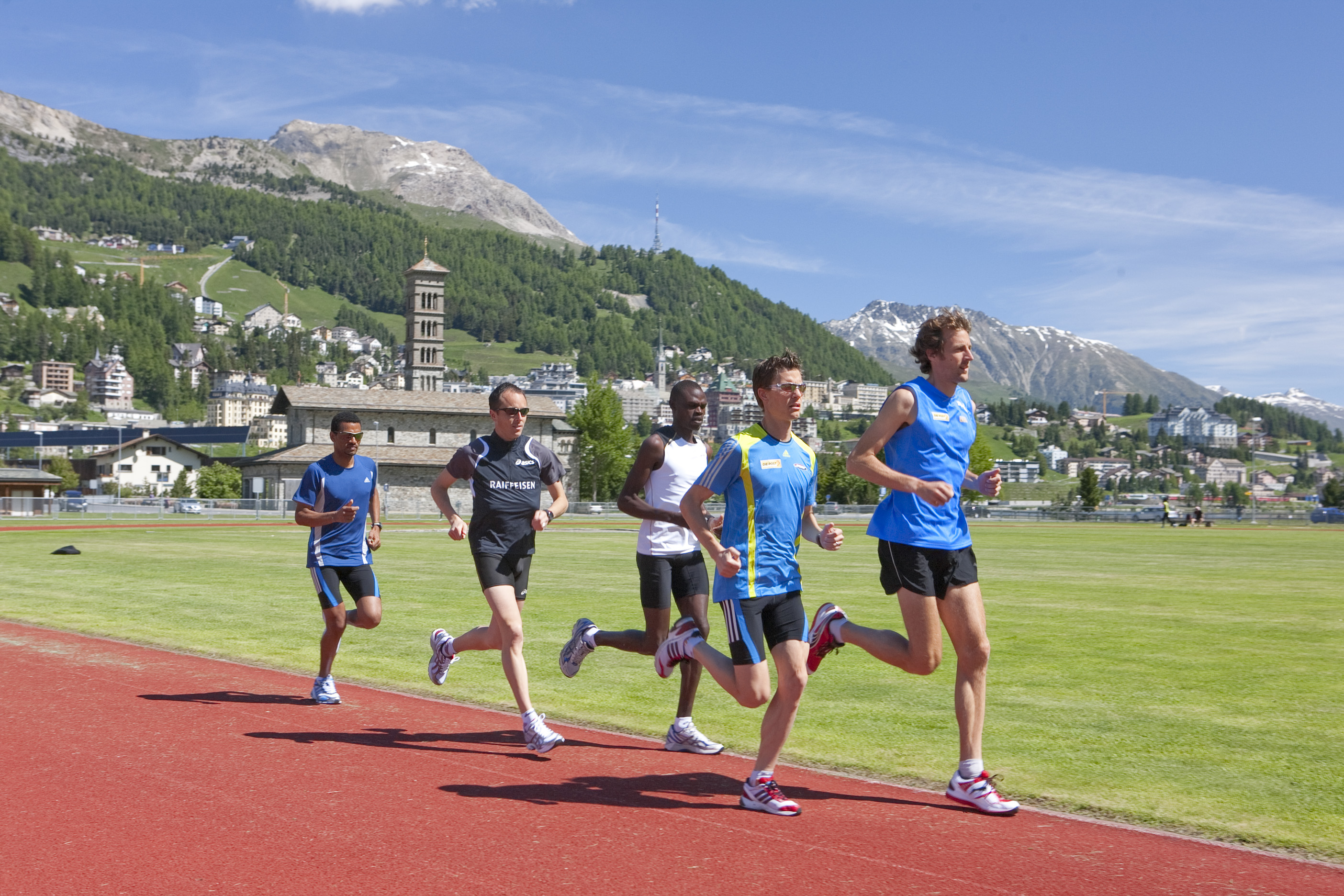
正在圣莫里茨海拔1856 m的瑞士奧林匹克訓練基地進行的高原訓練

高原訓練是一種通過在高海拔地區對運動員進行訓練從而提高其耐力的方法，進行高原訓練的地點的最佳海拔是2,400（7,900英尺）以上，但是實際上因為在這種高度難以找到合適的訓練場地，一些高原訓練也會在較低一些的地區進行。在高原訓練時，缺氧環境可以促使運動員體內的紅血球、血紅蛋白增加，新陈代謝也會加快。 而在一些較低海拔地區，儘管有時氧氣含量並未減少，但通過降低氣壓、氣體分壓依然可以達到訓練耐力的效果。
在無法找到合適的高海拔訓練場所時，仍可以使用高原帳篷和呼吸訓練器等設備來達到類似的效果。而閉氣訓練，即在運動時刻意降低呼吸頻率，也可以起到相似的作用。

## 歷史

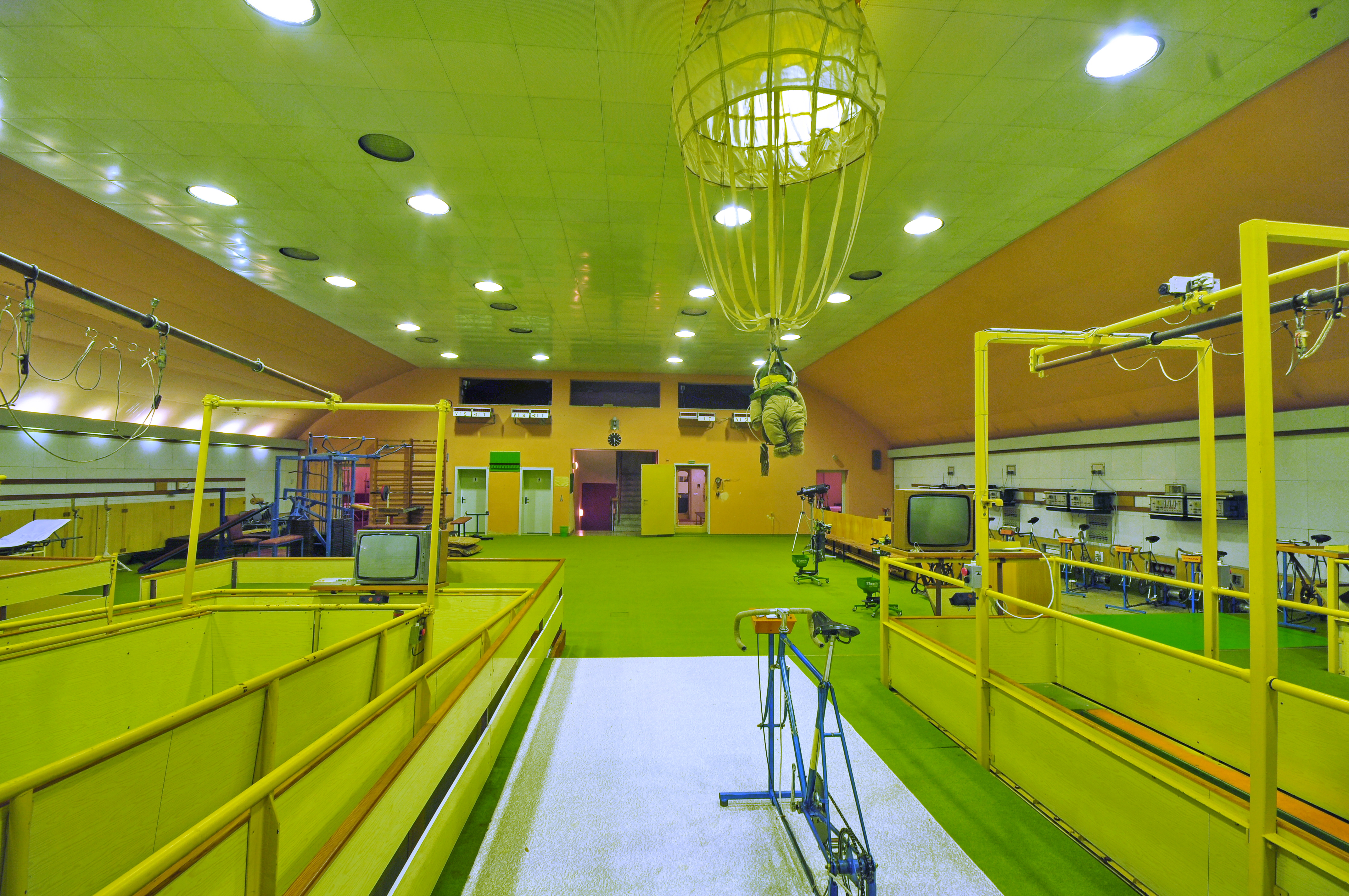
德國東部的低氣壓室

高原訓練的相關研究始於1968年夏季奧林匹克運動會之後，當時這場運動會舉行于海拔2,240（7,350英尺）的墨西哥城，所有的耐力項目得分都遠低於平常，而衝刺等需要爆發的厭氧運動項目卻屢破紀錄。 實際上在運動會之前就有預測這種高海拔場所會對運動員的表現有所影響，而此後也終於得到了證實。